# Alstermo
Alstermo est une localité de Suède dans la commune d'Uppvidinge située dans le comté de Kronoberg.
Sa population était de 890 habitants en 2019.